# Apatzingán de la Constitución
Apatzingán de la Constitución (röviden Apatzingán) város Mexikó Michoacán államának Tepalcatepec régiójában, lakossága 2010-ben megközelítette a 100 000 főt.

## Földrajz

### Fekvése
A város a Déli-Sierra Madre és a Vulkáni-kereszthegység találkozásánál fekszik körülbelül 300–400 méteres tengerszint feletti magasságban. Déli területei alacsonyabban, északi részei magasabban fekszenek és északi határában emelkedik a Cerro del Húngaro („Magyar-csúcs”) nevű vulkáni hegy. Ennek oldaláról több patak is folyik le a városba, köztük az Apatzingán nevű.

### Éghajlat
A város éghajlata forró és igen csapadékos. Minden hónapban mértek már legalább 39 °C-os hőséget, a rekord pedig elérte a 46,5 °C-ot. Az átlagos hőmérsékletek a januári 24,7 és a májusi 31,9 fok között váltakoznak, fagy nem fordul elő. Évente átlagosan 2163 mm csapadék hull, a legkevesebb az őszi és téli hónapokban, a legtöbb tavasszal.
| Hónap                                   | Jan. | Feb. | Már. | Ápr. | Máj. | Jún. | Júl. | Aug. | Szep. | Okt. | Nov. | Dec. | Év   |
| --------------------------------------- | ---- | ---- | ---- | ---- | ---- | ---- | ---- | ---- | ----- | ---- | ---- | ---- | ---- |
| Rekord max. hőmérséklet (°C)            | 39,0 | 40,0 | 42,5 | 43,5 | 46,5 | 44,0 | 44,5 | 41,5 | 39,0  | 41,5 | 43,0 | 39,0 | 46,5 |
| Átlagos max. hőmérséklet (°C)           | 32,9 | 34,8 | 37,2 | 39,4 | 39,9 | 37,5 | 34,6 | 34,2 | 33,8  | 34,2 | 34,1 | 33,2 | 35,5 |
| Átlaghőmérséklet (°C)                   | 24,7 | 26,2 | 28,2 | 30,4 | 31,9 | 30,9 | 28,8 | 28,3 | 28,1  | 28,1 | 27,1 | 25,4 | 28,2 |
| Átlagos min. hőmérséklet (°C)           | 16,5 | 17,5 | 19,3 | 21,4 | 23,9 | 24,2 | 22,9 | 22,5 | 22,5  | 21,9 | 20,0 | 17,5 | 20,9 |
| Rekord min. hőmérséklet (°C)            | 6,0  | 10,0 | 7,5  | 11,5 | 16,0 | 14,0 | 17,0 | 18,5 | 19,0  | 13,0 | 9,5  | 10,0 | 6,0  |
| Átl. csapadékmennyiség (mm)             | 137  | 168  | 243  | 273  | 285  | 215  | 166  | 157  | 137   | 139  | 124  | 120  | 2163 |
| Forrás: Servicio Meteorológico Nacional |      |      |      |      |      |      |      |      |       |      |      |      |      |

## Népesség
A település népessége a közelmúltban gyorsan növekedett, bár volt egy olyan időszak, amikor csökkent:
| Év   | Lakosság |
| ---- | -------- |
| 1990 | 76 643   |
| 1995 | 89 834   |
| 2000 | 93 756   |
| 2005 | 93 180   |
| 2010 | 99 010   |

## Története
A város navatl nyelvből eredő nevének jelentésére kétféle magyarázat is van, az egyik szerint nádak helye, a másik szerint menyétek helye. A de la Constitución utótagot az 1814-ben kiadott apatzingáni alkotmányról kapta 1859-ben.
A spanyolok megérkezése előtti időkben egy navatl eredetű népcsoport lakta, akiket aztán a taraszkók leigáztak és adófizetésre kényszerítettek. A spanyolok 1617-ben alapították a mai várost, az alapításban jelentős szerepet játszottak a Tancítaróból érkező ferences szerzetesek.
A függetlenségi háború során Apatzingán fontos szerepet játszott: a spanyol katonák által városról városra üldözött anáhuaci kongresszus tagjai 1814 őszén itt telepedtek meg és itt adták ki október 22-én első alkotmányukat, az apatzingáni alkotmányt (eredeti címén Decreto Constitucional para la Libertad de la América Mexicana, azaz Alkotmányos Dekrétum Mexikói-Amerika Szabadságáért).
A település 1831-ben lett az újonnan létrehozott Apatzingán község központja, majd a ciudad rangot 1883-ban kapta meg. Az elektromos hálózatba 1935-ben kapcsolták be, 1941-ben pedig elkészült az Uruapan–Apatzingán vasút meghosszabbítása. 1952-ben készült el az Uruapant és Apatzingánt összekötő út kövezése valamint az egész város átépítése. Az ivóvíz- és csatornahálózat 1957 és 1959 között épült meg.

## Turizmus, látnivalók
A város leghíresebb látnivalója a Casa de la Constitución nevű házban berendezett múzeum, ahol annak idején az apatzingáni alkotmányt készítették. Az alkotmányozók mellett a függetlenségi harc kirobbantójának, az 1814-es évet már meg nem érő Miguel Hidalgónak is van szobra a településen, valamint Benito Juárez és Lázaro Cárdenas elnököknek is emeltek emlékművet.
A szokásos vallási ünnepek mellett a Apatzingán legjelentősebb rendezvénye az alkotmány emlékére tartott fesztivál október 18. és 25. között, ahol mezőgazdasággal, iparral és kézművességgel foglalkozó témák is előkerülnek, valamint tűzijátékokat, lovas rodeót, bikafuttatást, felvonulásokat, fesztiválkirálynő-választást és zenés mulatságokat is rendeznek.